# Karlawad, Navalgund
Karlawad là một làng thuộc tehsil Navalgund, huyện Dharwad, bang Karnataka, Ấn Độ.